# Dans la nuit de Noël
Dans la nuit de Noël (en russe : V rodjdestvenskouiou notch) est une nouvelle d'Anton Tchekhov, parue en 1883. 

## Historique
Dans la nuit de Noël est initialement publié dans la revue russe Le Réveil-matin, no 50, du 22 décembre 1883, sous le pseudonyme A. Tchekhonté. La nouvelle est dédiée à la sœur de l’auteur, Maria Pavlovna Tchekhova.

## Résumé
Nathalie, vingt-trois ans, est sur le rivage avec Denis l'ancien, la mère d’un pêcheur et Pierre l’innocent. Tous attendent le retour du bateau de Litvinov, patron pêcheur et mari de Nathalie. Il est parti en mer, mais avec la tempête, on craint que la débâcle des glaces ne les fasse tous périr.
L’attente dure. En entendant les vagues proches, Denis réalise que la débâcle a commencé et que les hommes n’ont plus aucune chance. La mère du pêcheur s’effondre : c’était son dernier fils. Nathalie rigole : on croit qu’elle a perdu la raison. 
Au moment de remonter dans sa maison, un homme s’avance vers elle, c’est Litvninov son mari. Il est heureux de voir sa femme qui l’attendait, mais elle pousse un hurlement de désespoir. Litvinov comprend que sa femme espérait sa mort, elle ne l’a jamais aimé. Il repart sur son bateau et se précipite vers un bloc de glace malgré les «reviens» de Nathalie.